# ريد رودني
ريد رودني (بالإنجليزية: Red Rodney)‏ هو عازف جاز أمريكي، ولد في 27 سبتمبر 1927 في فيلادلفيا في الولايات المتحدة، وتوفي في 27 مايو 1994 في بوينتون في الولايات المتحدة.

## وصلات خارجية
- ريد رودني على موقع IMDb (الإنجليزية)
- ريد رودني على موقع ميوزك برينز (الإنجليزية)
- ريد رودني على موقع أول ميوزيك (الإنجليزية)
- ريد رودني على موقع ديسكوغز (الإنجليزية)